# Albert Einstein (1990)
Albert Einstein ist der Titel eines zweiteiligen Fernsehfilms des Deutschen Fernsehfunks über das Leben des Physikers Albert Einstein von Georg Schiemann aus dem Jahr 1990.

## Handlung

### Teil 1:Der letzte Sommer
Der erste Teil spielt in den Jahren 1932 und 1933. Einstein lebt mit seiner Frau und seiner Tochter in Potsdam und forscht an der Friedrich-Wilhelms-Universität Berlin. Er engagiert sich auch politisch für Pazifismus und gegen den erstarkenden Faschismus, sein Kollege Max Planck ermahnt ihn jedoch, sich auf seine Forschung zu konzentrieren, anstatt sich zu sehr durch politische Gruppen vereinnahmen zu lassen. Sein amerikanischer Kollege Abraham Flexner will ihn überzeugen, die unruhigen politischen Zustände in Deutschland zu fliehen und sich in den USA niederzulassen. Einstein will aber weder den engen Austausch mit seinen deutschen Kollegen noch sein Sommerhaus in Potsdam hinter sich lassen. Sein Mitarbeiter Dr. Schnittke hält zu ihm, dessen Vater ist jedoch dagegen, dass er für einen Juden und Pazifisten wie Einstein arbeitet.
Einstein hat eine Geliebte, Tabea Mandel. Einsteins Ehefrau Elsa und seine Stieftochter Margot wissen von seiner Affäre mit Tabea: Die Tochter reagiert wütend, während seine Frau es toleriert, wenn auch unter Schmerzen. Tabea ahnt früher als Einstein den Aufstieg der Nazis zur Macht und geht zurück in die Schweiz. Einstein emigriert zunächst nach Belgien, wo er Besuch von Schnittke bekommt. Diesem wurde eine Stelle bei dem Physikprofessor Johannes Stark angeboten, einem Anhänger der Nazis und erklärten Gegner Einsteins, weswegen Schnittke Skrupel hat, die Stelle anzunehmen. Bald darauf emigriert Einstein endgültig in die USA.

### Teil 2:Eine Formel explodiert
Der zweite Teil behandelt die Jahre nach 1938. Einstein ist nun Professor am Institute for Advanced Study in Princeton, wo er mit Margot und seiner Schwester Maja lebt (Elsa starb schon 1936). Zu politischen Themen will er nicht mehr Stellung nehmen, die New Yorker Journalistin Jane Huston drängt ihn aber immer wieder, schließlich erfolgreich, zu einem Interview.
Jane Huston lernt bei ihren Recherchen Einsteins Assistenten Frank Belasco kennen, die beiden heiraten und bekommen ein Kind, doch nach dem Angriff auf Pearl Harbor und dem Kriegseintritt der USA wird Frank zur Army eingezogen und stirbt in Japan.
Aufgrund von Geheimdienst-Informationen, dass Deutschland am Bau einer Atombombe arbeiten würde, schreibt Einstein einen Brief an den US-Präsidenten Franklin D. Roosevelt und bittet ihn, ebenfalls Mittel zur Entwicklung einer solchen Waffe bereitzustellen. Nach dem Kriegseintritt der USA führt auch dieser Brief zum Start des Manhattan-Projekts, an dem Einstein aber nicht beteiligt ist. Als später herauskommt, dass die deutsche Nuklearforschung längst nicht so weit ist wie befürchtet, bereut Einstein, die amerikanische Regierung zur Kernwaffenforschung animiert zu haben. Er versucht noch einmal Kontakt zu Roosevelt aufzunehmen, doch dieser stirbt überraschend und Harry S. Truman übernimmt die Regierung.
Einstein reagiert bestürzt auf die Atombombenabwürfe auf Hiroshima und Nagasaki, wird aber von Teilen der Öffentlichkeit als mitverantwortlich angesehen, da seine Forschungen die Grundlagen für das Atomprogramm gelegt hätten. Er wird noch einmal von Jane Huston zu diesem Thema interviewt und bestreitet eine Mitverantwortung, in einsamen Momenten verfolgen ihn aber die Bilder der Opfer. Huston geht für die US Army als Kriegsreporterin nach Japan und ist schockiert über den Anblick der Zerstörungen.
Wegen seiner Kontakte zu sozialistischen Gruppen während seiner Zeit vor der Emigration wird in den Jahren der McCarthy-Ära auch gegen Einstein ermittelt. Er ruft öffentlich dazu auf, gegenüber dem FBI und dem Komitee für unamerikanische Umtriebe die Aussage zu verweigern. Bald darauf taucht auch Schnittke mit seiner Familie in Amerika auf. Er hat kein Geld und keine Anstellung, weshalb Einstein ihm durch Empfehlungsschreiben weiterzuhelfen versucht.
Der stark gealterte Einstein geht nach wie vor in sein Institut und erleidet einmal auf dem Weg dorthin einen Schwächeanfall. Zufällig kommt Jane Huston vorbei und hilft ihm. In einem letzten Gespräch überlegt sie, nach Japan auszuwandern und in einem Krankenhaus zu arbeiten, um etwas Gutes zu tun und so den angerichteten Schaden zu einem kleinen Teil wiedergutzumachen.

## Produktion
Für die Dramaturgie war Hans-Jürgen Faschina zuständig. Die Titelrolle wurde vom lettisch-sowjetischen Schauspieler Tālivaldis Āboliņš gespielt und von Siegfried Voß synchronisiert.
Der von der DEFA produzierte Film wurde am 21. und 23. Oktober 1990 zum ersten Mal im DFF 1 des Deutschen Fernsehfunks ausgestrahlt. 2012 erschien er bei Studio Hamburg Enterprises auf DVD.

## Rezeption
„Ein mehr illustrativer als vertiefender Film.“

„Der dramatische, gut ausgestattete, klasse gespielte Film beleuchtet Einsteins Leben [...] von den 30ern bis in die 50er. [...] Zum Ende hin fällt der Zweiteiler, dessen Produktion und Premiere in die letzten Tage der DDR fiel, leider ab.“